# Charming Boys
Charming Boys ist eine deutsche Datingshow als Ableger von Prince Charming. Nach dem Vorbild von Bachelor in Paradise nehmen hieran ohne einen Prinzen ehemalige Kandidaten, aber auch Newcomer teil. Nach vier Staffeln von Prince Charming, die auf Kreta gedreht wurden, fand die erste Staffel der Charming Boys auf Koh Samui statt.

## Konzept
Ohne einen Prinzen als Protagonisten ziehen ehemalige Kandidaten sowie Newcomer in eine Villa, um untereinander Paare zu bilden. Jede zweite Episode dürfen ausgewählte Teilnehmer eine Krawatte an jeweils einen anderen Kandidaten in derselben Farbe wie ihre Krawatte vergeben. Kandidaten ohne eine Krawatte scheiden aus. Sind die letzten fünf Paare übrig, werden Spiele ausgetragen, mit denen durch Sieg und Niederlagen sich eine Platzierung ergibt. Das Gewinnerpaar erhält zusammen 10.000 €.

## Staffel 1 (2023)
Die erste Staffel erschien vom 15. Juni bis zum 17. August 2023 auf RTL+. 10 Allstars und 7 Newcomer nahmen teil. Gewinner wurden der Allstar Aaron Königs und Newcomer Lukas; sie wurden nach der Show kein Paar. Das Paar bestehend aus dem Allstar Philippe und Newcomer Nik ist auch nach der Show zusammengeblieben.

### Kandidaten im Episodenverlauf
| Kandidaten | Kandidaten | Kandidaten              | Einzug | Entscheidungsepisoden | Entscheidungsepisoden | Entscheidungsepisoden | Spiele (8–9) | Das große Wieder- sehen (10) |
| Name | Alter      | Status                  | Einzug | 2                     | 4                     | 6                     | Spiele (8–9) | Das große Wieder- sehen (10) |
| --- | ---------- | ----------------------- | ------ | --------------------- | --------------------- | --------------------- | ------------ | ---------------------------- |
| Aaron Königs | 28         | Allstar Staffel Nicolas | 1      |                       |                       |                       | Platz 1      | Gäste                        |
| Lukas Witte | 23         | Newcomer                | 2      |                       |                       |                       | Platz 1      | Gäste                        |
| Philippe Van Thomas | 30         | Allstar Staffel Fabian  | 1      |                       |                       |                       | Platz 2      | Gäste                        |
| Nik | 31         | Newcomer                | 3      |                       |                       |                       | Platz 2      | Gäste                        |
| Kevin Schäfer | 33         | Allstar Staffel Kim     | 1      |                       |                       |                       | Platz 3      | Gäste                        |
| Martin Angelo | 29         | Allstar Staffel Nicolas | 1      |                       |                       |                       | Platz 3      | Gäste                        |
| Maurice Schmitz | 24         | Allstar Staffel Kim     | 5      |                       |                       |                       | Platz 4      | Gäste                        |
| Vladimir Gunjic | 36         | Newcomer                | 2      |                       |                       |                       | Platz 4      | Gäste                        |
| Rudolf Giglberger | 36         | Newcomer                | 1      |                       |                       |                       | Platz 5      | Video- nachricht             |
| Sebastian W. | 35         | Newcomer                | 1      |                       |                       |                       | Platz 5      | Video- nachricht             |
| Basti | 23         | Allstar Staffel Fabian  | 3      |                       |                       | raus                  |              |                              |
| Gino Bormann | 35         | Allstar Staffel Alex    | 6      |                       |                       | raus                  |              |                              |
| Jan Maik Baumann | 33         | Allstar Staffel Alex    | 4      |                       |                       | raus                  |              |                              |
| Leon Knauf | 28         | Newcomer                | 4      |                       |                       | raus                  |              |                              |
| Jan Windisch | 28         | Allstar Staffel Kim     | 1      |                       | raus                  |                       |              |                              |
| Pitzi Müller | 32         | Newcomer                | 1      |                       | raus                  |                       |              |                              |
| Tim Hornbyl | 26         | Allstar Staffel Fabian  | 1      | raus                  |                       |                       |              |                              |
| Erläuterung: Die Farben repräsentieren die Farben der Krawatten, von denen gleichfarbige ein Paar anzeigen. Anmerkung: In Episode 6 wurde Jan Maik außerhalb einer Gentlemen’s Night von Gino rausgewählt; Leon verließ die Villa freiwillig. Alle übrigen Rauswahlen erfolgten durch Gentlemen’s Nights. |            |                         |        |                       |                       |                       |              |                              |